# Juan de Ferré y Proxita
Juan de Ferré y Proxita fue el II Señor de Rafal desde 1609 hasta 1610.
Era sobrino del I Señor de Rafal Gaspar García de Lasa y Ferré. En 1609 se desposó con su prima Ana García de Lasa y Togores, hija de Gaspar. 
A partir de entonces, Juan ostentó el título de señor de Rafal por cesión de su tío y suegro. Pero en 1610 y antes de haberse cumplido un año de la obtención del señorío, Juan falleció repentinamente sin descendencia. Tras su muerte, Gaspar volvería a ser el portador del título, anteponiéndose a los derechos sucesorios de su hija Ana, viuda de Juan de Ferré y legítima heredera.